# (463961) 2014 VC22
(463961) 2014 VC22 es un asteroide perteneciente al cinturón de asteroides, descubierto el 30 de abril de 2000 por el equipo Spacewatch desde el Observatorio Nacional de Kitt Peak (Arizona, Estados Unidos).